# Synchaeta pachypoda
Synchaeta pachypoda är en hjuldjursart som beskrevs av Jashnov 1922. Synchaeta pachypoda ingår i släktet Synchaeta och familjen Synchaetidae. Inga underarter finns listade i Catalogue of Life.